# Argentat
Argentat er en mindre by i departementet Corrèze.